# Stornätgrundet
Stornätgrundet är en ö i Finland. Den ligger i Norra kvarken och i kommunen Korsnäs i den ekonomiska regionen  Vasa i landskapet Österbotten, i den västra delen av landet. Ön ligger omkring 30 kilometer sydväst om Vasa och omkring 360 kilometer nordväst om Helsingfors.
Öns area är 2,8 hektar och dess största längd är 360 meter i sydöst-nordvästlig riktning. I omgivningarna runt Stornätgrundet växer i huvudsak blandskog.